# Adegas de São Francisco
As Adegas de São Francisco são um museu português sobre a vinicultura madeirense, localizado no centro da cidade do Funchal. É propriedade da Madeira Wine Company, SA, que também é responsável pela sua administração.
Nestas instalações, que abrigam uma das mais antigas adegas da região, datada do século XIX, são exploradas a história e a tradição do Vinho da Madeira, através da exposição de peças, documentos, pinturas e maquinaria que atestam os velhos tempos da produção deste vinho. O museu conta ainda com uma sala de degustação de vinhos e uma loja de conveniência, além de se destacar pela sua arquitetura civil barroca.
Este espaço costuma, também, ser palco de diversas iniciativas para a promoção do Vinho da Madeira.